# Vegemite
Vegemite (pronunciació: [ˈvɛdʒɪmaɪt]) és una crema espessa de color marró fosc i gust salat, originaria d'Austràlia, feta amb extracte de llevat. S'adquireix de les restes de l'elaboració de la cervesa, juntament amb diversos vegetals, espècies i additius. Va ser desenvolupat per Cyril Percy Callister a Melbourne, Victoria el 1922. La marca Vegemite era propietat de Mondelez International (abans Kraft Foods Inc.) fins al gener de 2017, quan va ser adquirida pel grup australià Bega Cheese per $460.000.000 passant a propietat completament australiana, després que Bega comprés la majoria de les empreses de queviures i formatges d'Austràlia i Nova Zelanda de Mondelez International.
Una crema per a entrepans, torrades, picades i crackers, així com un farcit per a pastisseria, Vegemite és similar a la marmita britànica, la marmita de Nova Zelanda, la promite australiana, la MightyMite, la AussieMite, la OzEmite, la Vitam-R alemanya i el cenovis suís.
El Vegemite és una crema salada, lleugerament amarga, dolça i rica en glutamats, donant-li un sabor umami similar al bouillon de vedella. És vegana, kosher i halal. A més a més, hi ha diferents varietats de Vegemite segons la seva composició nutricional.
La producció i la venda de Vegemite ha generat diferents polèmiques a diversos països, així com els Estats Units i Dinamarca.

## Història
La història de les pastes alimentoses preparades a base d'extracte de llevat es remunta a la fi del segle xix, quan el científic alemany Justus Von Liebig va descobrir que el llevat sobrant dels processos de fabricació de cervesa servia per a fer un preparat comestible. La primera empresa que va començar a fabricar i comercialitzar a gran escala pasta elaborada amb extracte de llevat va ser la britànica Marmite en 1902 que va obtenir un gran èxit en el mercat anglès i australià.
En 1919 l'empresa australiana Fred Walker & Co., liderada por Fred Wallker, qui es dedicava a l'exportació i importació de productes alimentaris des de 1908 va encarregar al químic Cyril Callister la tasca de desenvolupar una versió local de Marmite.
Això és pel fet que durant la Primera Guerra Mundial van disminuir en gran manera els enviaments de Marmite des de Gran Bretanya a Austràlia pel perill que suposaven els submarins alemanys. Com a conseqüència va haver-hi una escassetat important de Marmite a les botigues que Fred Walker volia emplenar.
El Vegemite va començar a comercialitzar-se a Austràlia en 1923, encara que sense massa èxit, perquè Marmite continuava sent més popular entre la població. En 1928 es va canviar el nom del producte a Parwill però tampoc va canviar les xifres de vendes.
La sort del vegemite no va canviar fins a 1937, quan gràcies a una sèrie de promocions i concursos que incitaven a comprar vegemite per a guanyar premis van aconseguir popularitzar molt el producte. A més, en 1939 l'associació mèdica britànica ho va classificar com a aliment saludable, donant més raons per a la seva compra.
Durant la Segona Guerra Mundial, el Vegemite va ser un dels principals aliments que rebien les tropes australianes a causa del seu elevat valor nutricional.
Per a assegurar que els soldats en el front tenien una quantitat suficient de Vegemite es va arribar a racionar la quantitat de Vegemite que podia comprar cada família.
En 1981 fins i tot va sortir esmentat el Vegemite en la cançó Down Under del grup Men at Work, que va ser número 1 en llistes d'Austràlia, Nova Zelanda i nombrosos països europeus. Amb la popular frase: "He just smiled and gave me a Vegemite sandwich"
Per als anys 50 Vegemite ja era un producte indispensable en qualsevol llar australiana. Gràcies a la publicitat en la televisió, el producte es va fer encara més conegut fins a convertir-se en la part integral de la cultura popular australiana que és avui dia.
Durant els anys 50 es va començar a produir Vegemite a Nova Zelanda, no obstant això la planta de Nova Zelanda va tancar en 2006. Vegemite mai va arribar a ser tan popular a Nova Zelanda a causa de la presència d'una marca local de Vegemite.
En el 2008 es va produir el pot de Vegemite número 1000 milions. Vegemite va ser propietat de l'empresa estatunidenca Mendelez International fins a 2017, quan va ser adquirit per Bega Cheese. Mendelez International havia estat part de Kraft foods fins a 2012. De 1937 a 2012, Vegemite va ser un producte de Kraft Foods.
Avui dia, Vegemite pertany a la companyia australiana Bega Cheese, i la seva producció està basada en Port Melbourne, on es fabriquen 22 milions de pots de Vegemite al'any.

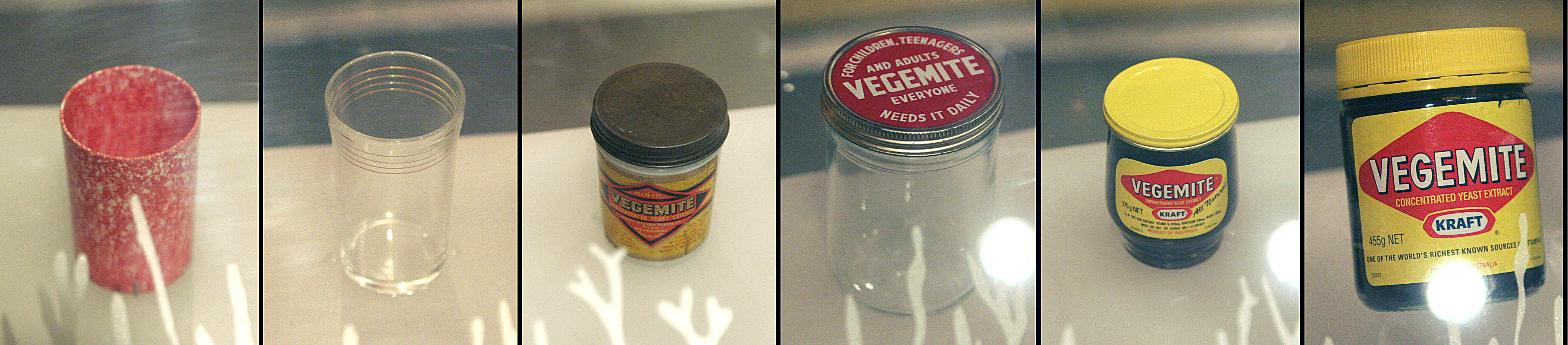
Diferents gerres de Vegemite - Museu Nacional d'Austràlia Introduït originalment el 2 oz gerres de vidre de llet i de mides fins a 6 lb estany, del 1956 Vegemite es venia en gerres de vidre transparent.

## Producció
El Vegemite és produit a Port Melbourne, Austràlia. És fa a partir de llevat de cerveser sobrant. El llevat es barreja amb sal, extracte de maltosa, vitamines B com tiamina, niacina, riboflavina i extracte vegetal.

### Fer Vegemite a casa
L'ingredient principal en el Vegemite seria l'extracte de llevat, encarregat de donar-li a la pasta el seu gust característics. Es pot utilitzar el llevat sobrant de cerveser, no obstant això, és un procés que pot allargar-se fins a deu dies i el procediment pot ser perillós i difícil de controlar. A més, mai tindrà el mateix gust que l'original.
Existeix una manera més senzilla de realitzar Vegemite a casa fent servir flocs de llevat nutricional. A més d'això es necessita sal, espècies com ceba o all en pols i vinagre de malta.
També es poden afegir altres ingredients com sucre morè, mel i altres espècies com el comí per a fer una versió pròpia del Vegemite.
Els principals ingredients per a elaborar una versió sense gluten i saludable del Vegemite són els següents: Flocs de llevat nutricional, Pasta de tahini negra, Tamari, Oli de coco, Aminos de coco, Vinagre de sidra de poma i Dátils Mahjul.
El procediment és senzill, mesclar en un bol, mantenir a la nevera i gaudir.

## Informació nutricional
La informació nutricional del Vegemite està disponible a la pròpia pàgina web. Com es pot veure, en una ració servida d'uns 5 grams (Average quantity per serving) obtenim una aportació calòrica de 36 kJ, el contingut en proteïnes correspon a uns 1,3 g, tant els nivells de greixos com de carbohidrats són inferiors a 1 g. Trobem 165 mg de sodi, i pel que fa a les vitamines valors molt variats: tiamina (B1) - 0,55 mg, riboflavina (B2) - 0,43 mg, niacina (B3) - 2,5 mg i per acabar, el folat (B9) - 100 µg.
Respecte a les vitamines el que és realment important és el percentatge d'ingesta diària per porció, que ens indica quina quantitat ens aporta per arribar a complir les necessitats nutricionals d'una persona que consumeix 8700 kJ diaris. A la taula veiem com en una porció aconseguim un 50% de la ingesta diària de tiamina i de folat, mentre que de riboflavina i niacina només assolim un 25% de la quantitat necessària diari.
A més de la versió original del Vegemite, hi ha altres versions que tenen valors nutricionals diferents, com és el cas del Vegemite and Cheese. En aquesta variant, per exemple, podem observar com no hi ha detectades traces de gluten i els nivells de les diferents vitamines són diferents. Alhora podem comprovar que els valors nutricionals de proteïna, greixos i carbohidrats són diferents de la versió original del Vegemite, tot tenint en compte que les racions comparatives són diferents (5 g en el Vegemite "normal" i 13 g en el Vegemite and Cheese).

## Varietats

### Vegemite Singles
Aquesta variació del Vegemite va sorgir durant els anys noranta a Austràlia i va ser un producte llançat per Kraft. Aquesta variació combinava en un dos dels productes més famosos de la marca Kraft, Kraft Singles i el Vegemite. D'aquesta combinació va sorgir Vegemite Singles, obtenint un Vegemite amb gust de formatge. Tot i això Kraft Singles no pot ser considerat formatge, ja que segons la FDA, un formatge ha de contenir com a mínim un 51% de formatge, i no ho fa, és per això que és considerat un producte de formatge processat. Pel fet que no va ser gaire popular, el producte va ser retirat del mercat.

### Vegemite Cheesybite
El 13 de juny de l'any 2009, l'empresa Kraft va llençar al mercat una nova versió del Vegemite. Aquesta nova fórmula combinava el Vegemite amb la crema de formatge Kraft. Amb aquesta nova fórmula el producte resultant era molt més fàcilment aplicable, el contingut en sal era molt menor i el gust era molt més lleuger.
Amb el llançament d'aquesta nova recepta, Kraft va organitzar una competició per donar-li un gust a aquest nou producte. Va haver-hi diferents enquestes en línia en les quals la gent podia votar, ja que l'acceptació dels noms proposats a les primeres enquestes no van ser gaire acceptades. Finalment, el nom amb una major acceptació (36% dels vots) va ser "Vegemite Cheesybite".

### Vegemite & Cheese
L'any 2017, el producte Kraft Singles va ser canviat de nom a Dairylea Slices. Aquest canvi de nom va ser propiciat gràcies al fet que l'empresa Bega Cheese va adquirir el control de la majoria de queviures i empreses relacionades amb formatge. Actualment, aquesta variació es troba disponible a la pàgina web oficial de Vegemite.

### My First Vegemite
Aquest producte va ser llançat al mercat l'any 2011 per l'empresa Kraft amb el nom de My First Vegemite, amb una formulació especial del Vegemite original. Segons Kraft, la nova fórmula tenia un gust més suau i beneficis de salut addicionals, incloent-hi ferro, vitamina B6 i B12 així com sodi; i va ser dissenyat com una resposta a la demanda dels consumidors de nous productes amb menor quantitat de salt i sucre. Aquest producte va ser retirat del mercat el 2012 degut les poques vendes.

### Xocolata i Vegemite
L'abril de 2015, va ser anunciat un bloc de Vegemite amb gust de xocolata. El bloc de xocolata és el Cadbury's Caramello i va ser creat fent una barreja amb Vegemite. Els crítics van descriure el gust similar a un caramel salat amb un regust d'umami.

### Varietets disponibles a la pàgina web oficial
Les varietats de Vegemite que es troben disponibles actualment a la pàgina web oficial són les següents: Vegemite Squeezy, Vegemite Gluten Free, 40% Less Salt Vegemite, Vegemite & Cheese.

## Consum
El Vegemite es pot untar finament en pa amb mantega, així ajudant a disminuir la fortor del seu gust. També es pot servir amb formatge desfet en llesques de pa. A més, al sandwich de Vegemite i formatge se li poden afegir altres ingredients com enciam, alvocat i tomàquet. A Austràlia se serveix un tipus de torrada que s'anomena "tiger toast" o "torrada tigre", on s'intercala Vegemite amb formatge de sobre, es fica al forn i es deixa allà fins que el formatge es desfaci completament i la llesca adopti una textura tigrada. També existeix el "cheesymite scroll" o "cheddarmite scroll" que consisteix en un pastís en forma d'espiral que és venut a moltes pastisseries autralianes i que està preparat amb formatge i Vegemite.
Per als australians, l'ús del Vegemite està tan estès, que inclús a diferents plats típics se'ls si sol afegir una cullerada de Vegemite. A la web oficial del Vegemite s'hi poden trobar diferents receptes d'aliments com pasta, hamburgueses i pizzes i inclús gelats que també incorporen la crema australiana.

### Certificat Kosher i Halal
Es van produir quantitats limitades de Vegemite Kosher als anys 80, no obstant, al 2004 es va rectificar el certificat Kosher degut a les crítiques dels consumidors jueus. Però, es va tornar a aplicar el certificat al 2010 després que es revisés amb les autoritats kashrut. I va ser també aquell any que va rebre la certificació com a producte halal.

### Certificat vegà
Tot i ser considerat per molts nutricionistes com un aliment apte per a vegans des de feia dècades, no va ser fins al 2019 durant el Dia Mundial del Veganisme que el Vegemite va rebre la certificació vegana del Programa de Certificats Vegans Australià i, per tant, constar amb el certificat oficial.

## Beneficis per a la salut
Popularment, es considera el Vegemite com un aliment molt saludable i el seu alt contingut en Vitamines B pot tenir efectes positius en la salut.
Pot augmentar la salut del cervell, ja que les vitamines B són molt importants per a la salut cerebral. Nivells baixos de vitamines B en sang estan associats a una activitat i funcionalitat cerebral pobre i danys neuronals. Per exemple, nivells baixos en vitamina B12 han estat associats en el passat amb dificultats en l'aprenentatge i la memòria. A més, s'han observat que persones amb deficiència de vitamina B1 poden patir problemes de memòria, d'aprenentatge, deliris i inclús dany cerebral. I s'ha vist que entre persones amb deteriorament mental, una ingesta més alta de vitamines B (vitamina B2, vitamina B6 i vitamina B9) ha donat millors resultats en el rendiment de la memòria i l'aprenentatge. Tanmateix, no s'ha provat que en individus sans (sense deteriorament cerebral previ) una ingesta més alta de vitamina B incrementi la salut cerebral.
També es creu que pot tenir beneficis en l'àmbit de reducció de fatiga, un afer molt comú que afecta milions de persones per tot el món. Una causa subjacent de la fatiga és la deficiència d'una o més vitamines B. Així que la correcció d'una deficiència de vitamina B pot millorar els nivells energètics d'un individu.
Pot ajudar a reduir l'ansietat i l'estrès. S'han associat altes ingestes de vitamina B a nivells més baixos d'estrès i ansietat. Un estudi va concloure que els participants que consumien regularment productes produïts amb llevats tal com Vegemite patien menys símptomes d'ansietat i estrès. Moltes vitamines B serveixen per a produir hormones que regulen l'humor, tal com la serotonina. Així que també s'ha associat la deficiència de diverses vitamines B amb la depressió.
És possible que també ajudi a disminuir els factors de risc de patir problemes cardíacs. La vitamina B3, present al Vegemite, pot reduir factor de risc de cardiopaties com per exemple els nivells alts de triglicèrids i el colesterol LDL o colesterol "dolent" en adults, sobretot en aquells individus que ja parteixen d'alts nivells de LDL. Hi ha estudis que afirmen que la vitamina B3 pot disminuir els nivells de triglicèrids entre un 20-50% i també pot baixar els nivells de LDL entre un 5-20%. A més, es creu que pot fer augmentar els nivells de colesterol HDL o colesterol "bo" fins a un 35%. No obstant això, la vitamina B3 no és un tractament estàndard per a cardiopaties, ja que dosis molt altes també s'han associat a diversos efectes secundaris.

## Possibles efectes adversos
Tot i ser una excel·lent font de vitamines i minerals, existeixen 4 possibles efectes adversos de consumir-ne en excés. El primer de tot és que un consum excessiu massa ràpid, sense un període d'adaptació del cos, pot causar dolor abdominal i diarrea, sobretot si no s'està acostumant a ingerir aliments rics en fibra.
En segon lloc, es coneix que alguns aliments amb llevats poden contenir altres compostos a part de vitamina B12 i zinc, com per exemple la Tiramina. Alguns estudis han demostrat que la Tiramina pot causar migranyes a algunes persones.
En tercer lloc, pot causar rubor involuntari, ja que els llevats poden contenir Niacina (o Vitamina B3), una vitamina involucrada en molts processos vitals del cos com el metabolisme i les funcions enzimàtiques. Un consum excessiu de Niacina és el que pot provocar l'enrogiment facial. Tot i no ser un efecte secundari aparentment perillós, altes quantitats de Niacina poden causar, en molt pocs casos, insuficiència hepàtica.
I finalment hi ha estudis que indiquen que el consum de llevats també pot contribuir i amplificar els símptomes en algunes persones que pateixen la malaltia inflamatòria intestinal.
A part d'aquests 4 possibles efectes adversos el Vegemite conté altes quantitats de sal, fet que li ha donat "mala reputació" ja que s'ha associat consums excessius a problemes cardiovasculars, alta pressió arterial i algun càncer estomacal.
No obstant això, les persones que tenen més risc a patir cardiopaties son aquelles que ja prèviament pateixen d'alta pressió arterial i altres problemes relacionats. En tot cas, sempre poden consumir la "Reduced Salt Version" del Vegemite, que conté un 40% menys de sal.

## Comparació amb altres alternatives
A part del Vegemite també es coneix el Marmite i Promite, unes altres alternatives de crema feta amb extracte de llevat. A més, també existeix el Marmite Neozelandès, MightyMite, AussieMite, OzEmite, Vitam-R alemany i Cenovis Suís.

### Marmite

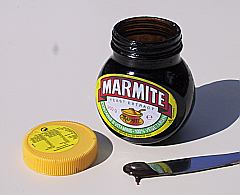
Imatge de Marmite, alternativa britànica al Vegemite.

Marmite és una crema feta amb extracte de llevat feta a Gran Bretanya i desenvolupada l'any 1902. En comparació amb Vegemite, Marmite conté:
- un 30% menys de vitamina B1.

- un 20% menys de vitamina B2.
- un 28% més de vitamina B3.
- un 38% menys de vitamina B9.

A més, Marmite prové el 60% de les necessitats diàries d'un adult de Vitamina B12, quantitats que no es troben en la versió original del Vegemite, només en la versió de sal reduïda.
Pel que fa a sabor, popularment es creu que Marmite té un sabor més ric i salat que el Vegemite.
Igual que el Vegemite, es produeix a partir de llevats sobrants de la producció de cervesa i extracte vegetal.

### Promite

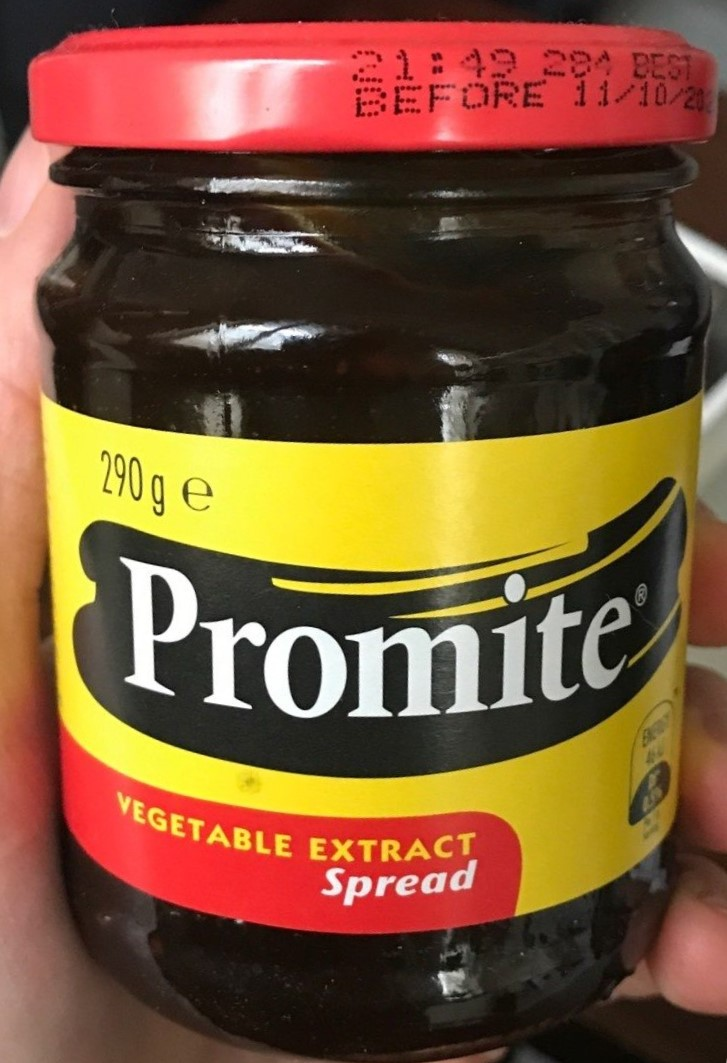
Imatge de Promite, alternativa més dolça a la crema australiana Vegemite.

Aquesta crema similar al Vegemite també és originària d'Austràlia, però conté més sucre, donant-li un sabor més dolç.
A més, també s'hi troben diferències nutricionals, ja que l'any 2013 el principal fabricant de Promite va eliminar la vitamina B1, vitamina B2 i vitamina B3, així com dos potenciadors del sabor. Es va realitzar aquest canvi per millorar als consumidors sensibles a aquestes vitamines però sense afectar gaire a la textura i sabor del Promite.

## Prohibicions i rumors de prohibicions
A l'octubre de l'any 2006, les autoritats australianes van posar en marxa una investigació, ja que van rebre diferents informes sobre la restricció d'entrada del producte Vegemite als Estats Units. Els informes especificaven que els agents de duanes revisaven a la gent provinent d'Austràlia i Nova Zelanda en cerca de Vegemite a causa del seu contingut en folat. L'ús d'aquesta vitamina en productes comercials estava restringit, per la FDA, a pa i cereals. La FDA és l'organització estatunidenca que regula els productes del sector alimentari i relacionats amb la salut i el benestar de les persones, i va respondre emetent un comunicat en què negaven haver prohibit la importació de Vegemite així com l'ordre de retirar el producte del mercat, pel fet que el folat que conté el Vegemite no és un suplement, sinó que està produït pels mateixos llevats. La FDA diferencia entre àcid fòlic i folat, sent el primer la "versió sintètica" i el segon a aquella produïda de manera natural. Després de totes les declaracions tant per part de les autoritats australianes com de la FDA, la resolució del conflicte va quedar en què la prohibició del Vegemite no va existir mai i va quedar com una "llegenda urbana".
Dinamarca va retirar diferents productes de l'estil del Vegemite i del Marmite van ser retirats del mercat i va ser prohibida la seva venda. Els productes que contenen vitamines afegides, minerals i altres substàncies necessiten ser aprovades per l'Administració Danesa de Veterinària i Alimentació (DVFA) abans de la seva comercialització. És per aquest motiu que els productes mencionats abans van ser retirats del mercat, perquè no tenien possessió d'una llicència aprovada per la DVFA que els permetés comercialitzar els seus productes.
L'any 1990 a Hong Kong, més concretament a la presó de Victoria l'ús del Vegemite va ser prohibit. Els interns d'aquesta famosa presó utilitzaven el Vegemite per fer cervesa a causa del gran contingut de restes de llevats que contenia, tot i que no contenia llevats vius. Propostes de prohibicions similars han anat sorgint al llarg dels anys, com per exemple l'any 2015 en algunes comunitats australianes on la llei seca hi és present, tot i que no van arribar a ser acceptades.

## Publicitat i marketing
Vegemite va aconseguir el seu gran èxit comercial gràcies a una campanya de publicitat molt innovadora per a la seva època. Vegemite va començar a ser un producte reeixit en 1937, quan es va fer un concurs on es guanyaven participacions comprant pots de Vegemite. Els premis més desitjats eren els cotxes Pontiac.
A més van ser capaços de crear una bona imágen de marca com un producte saludable, ja que nombrosos metges el recomanaven als nens pel seu alt contingut en vitamina B, i havien anuncis de Vegemite sovint en revistes de benestar des dels anys 40.
A partir dels 50 van explotar amb gran èxit el format de la televisió i la ràdio. Les campanyes ideades per J. Walter Thompson advertising incloïen nens cantant una pegadiza cançó (Happy little Vegemites) van collir molt bons resultats i van afermar la posició de Vegemite com un producte que no podia faltar en cap llar australiana.
El jingle feliç de Vegemites es va utilitzar inicialment en la ràdio, però amb l'arribada de la televisió en 1956, es va adoptar com a banda sonora d'una campanya televisiva. El comercial presentava a un grup de nens precoços de pantomima vestits amb uniformes de marxa i realitzant una rutina coreografiada mentre cantaven la cançó, mentre un flascó gegant de Vegemite planava en el fons.
El jingle va continuar usant-se fins a la dècada de 1960, però la seva simplicitat i ingenuïtat van caure en desgràcia. Va ser sol en la dècada de 1980 que es va percebre el valor nostàlgic de la cançó i es va reviure. La sensació retro després es va convertir en un avantatge.
En els anys següents es van continuar creant versions de la cançó original dels anys 50.
We're hap-py lit-tle veg-e-mites
as bright as bright can be,
we all en-joy our Ve-ge-mite
for break-fast, lunch, and tea
our mum-mies say we're grow-ing stron-ger
eve-ry sin-gle week
be-cause we love our Ve-ge-mite
we all a-dore our Ve-ge-mite
it puts a rose in eve-ry cheek

(som petits vegemites feliços
tan radiants quant radiants podem ser
tots nosaltres gaudim el nostre vegemite
per al desdejuni, esmorzar i berenar
les nostres mamis diuen que estem posant-nos més forts
a cada setmana
perquè estimem el nostre vegemite
tots nosaltres adorem el nostre vegemite
ens posa una rosa en cada galta)